# 雨のハイウェイ
「雨のハイウェイ」（あめのハイウェイ）は、1983年5月5日にリリースされた原田真二&クライシスの曲で、原田真二通算14作目のシングル。

## 解説
- 約1年に及ぶアメリカ留学を終えて帰国。
- 古巣フォーライフ・レコードに復帰第一作シングル。
- アメリカでは、本場のショーアップされたエンターテインメントとしての音楽を再確認するとともに「日本にいて見えなかった日本のよさ」を再認識したという。その結果逆に日本人としての個性を取り入れたオリジナルなスタイルを確立すべく洋楽的発想に和を融合させた音楽を模索しており、本作でも琴のようなシンセ音を隠し味として導入した。
- 作詞に久しぶりに松本隆を起用。「ザ・ベストテン」のスポットライトのコーナーに出演。13週にわたりオリコン100位内にとどまったものの、順位は上がらずヒットとはいかなかった。
- B面「WRONG WAY」は70年代後半のライブからレパートリーだった曲でもあり、ピアノ1本での演奏で、ライブレコーディング仕立て。

## 収録曲
作詞・作曲・編曲：原田真二（特記以外）
1. 雨のハイウェイ　（3分56秒）
  - 作詞：松本隆
2. WRONG WAY　（4分43秒）

## ミュージシャン
- ギター&キーボード：原田真二
- ドラムス：古田たかし
- エレクトリックベース：関雅夫

## 関連収録作品
- 1995年 Best Songs（リメイク）
- 2003年 GOLDEN☆BEST 原田真二 Legendary Hits 80's